# Skytts kontrakt
för kontraktet med detta namn som fanns före 1962, se Skytts kontrakt (-1961)
Skytts kontrakt var en kontrakt i Lunds stift inom Svenska kyrkan. Kontraktet församlingar verkar inom Vellinge kommun och Trelleborgs kommun. Kontraktet utökades 2020 och namnändrades samtidigt till Skytts och Vemmenhögs kontrakt
Kontraktskod var 0703.

## Administrativ historik
Kontraktet bildades 1974 av
huvuddelen av Oxie och Skytts kontrakt med
- Vellinge församling som 2002 uppgick i Vellinge-Månstorps församling
- Fuglie församling som 2002 uppgick i Hammarlövs församling
- Trelleborgs församling
- Maglarps församling som 2002 uppgick i Hammarlövs församling
- Rängs församling som 2002 uppgick i Höllvikens församling
- Stora Hammars församling som 2002 uppgick i Höllvikens församling
- Håslövs församling som 1997 uppgick i Rängs församling
- Bodarps församling som 2002 uppgick i Hammarlövs församling
- Västra Tommarps församling som 2002 uppgick i Hammarlövs församling
- Skegrie församling som 2002 uppgick i Hammarlövs församling
- Västra Alstads församling som 1980 uppgick i Alstads församling som 2010 uppgick i Anderslövs församling
- Fru Alstads församling som 1980 uppgick i Alstads församling som 2010 uppgick i Anderslövs församling
- Stora Slågarps församling som 1980 uppgick i Alstads församling som 2010 uppgick i Anderslövs församling
- Lilla Slågarps församling som 1980 uppgick i Alstads församling som 2010 uppgick i Anderslövs församling
- Dalköpinge församling
- Gislövs församling som 2002 uppgick i Dalköpinge församling
- Bösarps församling som 2002 uppgick i Dalköpinge församling
- Simlinge församling som 2002 uppgick i Dalköpinge församling
- Hammarlövs församling
- Västra Vemmerlövs församling som 2002 uppgick i Hammarlövs församling
- Gylle församling som 2002 uppgick i Dalköpinge församling
- Kyrkoköpinge församling som 2002 uppgick i Dalköpinge församling
- Skanörs församling som 2002 uppgick i Skanör-Falsterbo församling
- Falsterbo församling som 2002 uppgick i Skanör-Falsterbo församling
- Gessie församling som 2002 uppgick i Vellinge-Månstorps församling
- Eskilstorps församling som 2002 uppgick i Vellinge-Månstorps församling
- Arrie församling som 2002 uppgick i Vellinge-Månstorps församling
- Hököpinge församling som 2002 uppgick i Vellinge-Månstorps församling
- Västra Ingelstads församling som 2002 uppgick i Vellinge-Månstorps församling
- Östra Grevie församling som 2002 uppgick i Vellinge-Månstorps församling
- Mellan-Grevie församling som 2002 uppgick i Vellinge-Månstorps församling
- Södra Åkarps församling som 2002 uppgick i Vellinge-Månstorps församling
- Törringe församling som 1980 återgick till Bara kontrakt,

en del av Vemmenhögs, Ljunits och Herrestads kontrakt med
- Källstorps församling
- Lilla Beddinge församling som 2002 uppgick i Källstorps församling
- Östra Klagstorps församling som 2002 uppgick i Källstorps församling
- Tullstorps församling som 2002 uppgick i Källstorps församling
- Hemmesdynge församling som 2002 uppgick i Källstorps församling
- Södra Åby församling som 2002 uppgick i Källstorps församling
- Östra Torps församling som 2002 uppgick i Källstorps församling
- Lilla Isie församling som 2002 uppgick i Källstorps församling
- Äspö församling som 2002 uppgick i Källstorps församling
- Anderslövs församling
- Grönby församling som 2002 uppgick i Anderslövs församling
- Gärdslövs församling som 2002 uppgick i Anderslövs församling
- Önnarps församling som 2002 uppgick i Anderslövs församling
- Börringe församling som 1980 överfördes till Bara kontrakt